# 司馬珪
司馬珪（235年—274年3月11日），字子璋，司州河內郡温縣（今河南温縣）人，西晉宗室，晉宣帝司馬懿的三弟司馬孚第七子。

## 事蹟
少有才望，曹魏時為高陽鄉侯。擔任河南令，進封湞陽子，拜給事黃門侍郎。晉武帝受禪，封為高陽王，食邑五千五百七十戶。泰始二年（266年）任北中郎將、督鄴城守諸軍事。
泰始六年（270年）入朝，因父司馬孚年高，乞留京師供養。次年三月任尚書右僕射，時年三十七歲。
後賈充等人中傷吏部尚書任愷，並遣使司馬珪上奏免任愷官。
泰始十年閏正月己卯日（274年3月11日）去世，詔遣兼大鴻臚持節監護喪事，贈車騎將軍、儀同三司。諡號元（高陽元王）。

## 嗣子
司马珪当时有美誉，晋武帝非常哀悼惋惜。无子，诏以太原王司马辅之子司马缉袭爵。司马缉立五年，咸宁四年（278年）去世，谥号哀。无子，太康二年（281年）诏以太原王司马瓌世子司马颙子司马讼为司马缉后嗣，封真定县侯。

## 延伸阅读
[在维基数据编辑]
 《晉書·卷037》，出自房玄齡《晉書》